# Faro de Santa Clara
El Faro de Santa Clara (en portugués: Farol de Santa Clara) es un faro, situado en la localidad de Ponta Delgada, freguesia de Santa Clara, Isla de San Miguel, Azores, Portugal. 

## Historia
En diciembre de 1942 tuvo lugar un gran temporal que derribó el faro situado al final del puerto de Ponta Delgada. Se decidió en ese momento instalar un nuevo faro, pero esta vez en tierra firme, en la punta que da nombre a la ciudad.
Para ello se trasladó hasta la isla de San Miguel el faro que había estado hasta pocos años antes en la Torre de Belém, una estructura de hierro de 8 metros de alto y cuya linterna reproduce la forma de las garitas de la Torre para no desvirtuar el entorno donde estaba instalado. El faro fue inaugurado el 15 de junio de 1945.

## Características
El faro emite un destello largo de 2 segundos y luego se oculta durante 3 segundos, haciendo un ciclo total de 5 segundos, con una siendo únicamente visible en el sector entre los 282° y los 102°. Su alcance nominal nocturno es de 15 millas náuticas.